# Абхиманью
Абхима́нью (санскр. अभिमन्यु, IAST: Abhimanyu, «яростный») — герой древнеиндийского эпоса «Махабхарата», сын Арджуны и сестры Кришны по отцу Субхадры. Считается, что Абхиманью был частичным воплощением Чандры.

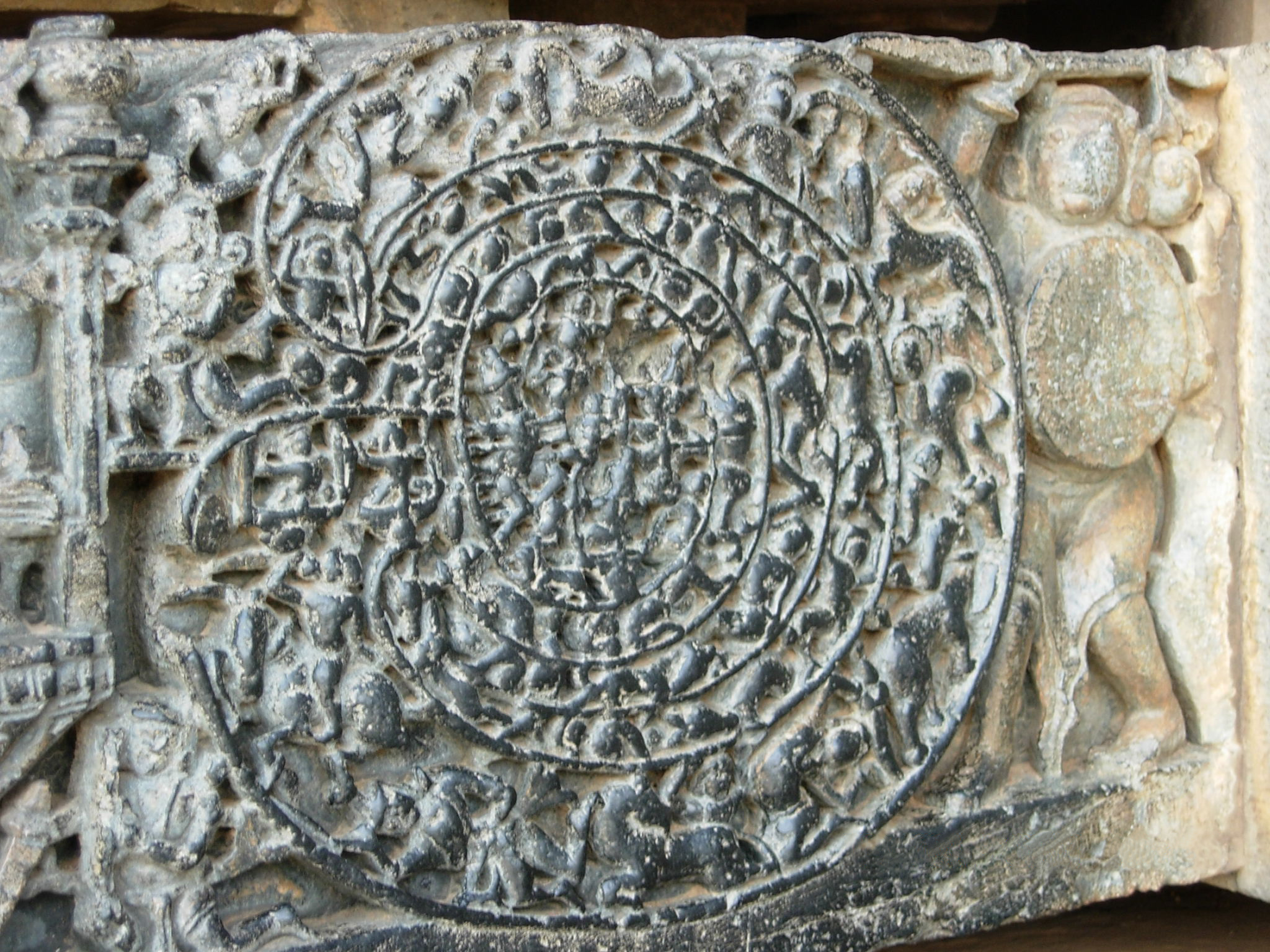
Каменный барельеф, изображающий, как Абхиманью проникает в чакравьюху

Изображение чакравьюхи как лабиринта

Будучи ещё во чреве своей матери, Абхиманью лично от Арджуны научился как проникнуть в военную формацию чакравьюху, что считалось практически невозможным. Арджуна объяснял Субхадре способы входа и выхода из различных военных формаций. В том числе, Арджуна подробно рассказал о проникновении в чакравьюху в ходе битвы. Когда Арджуна собрался было продолжить, и объяснить способы выхода из неё, Субхадра заснула. Таким образом, Абхиманью так никогда и не узнал этой важной военной тайны.
Абхиманью провёл своё детство в Двараке, где его обучением, под присмотром Кришны, занимался сын Кришны Прадьюмна и великий витязь Арджуна. Когда Абхиманью подрос, Арджуна устроил свадьбу своего сына с Уттарой, дочерью царя Вираты. Таким образом, Арджуна заключил союз Пандавов с Виратой перед надвигавшейся битвой на Курукшетре. Последний год из тринадцати лет своего изгнания, Пандавы прожили инкогнито в царстве Вираты Матсья.
Будучи внуком бога Индры, Абхиманью был сильным и мужественным воином, равным по мощи своему отцу Арджуне. Его побаивались даже такие великие воины, как Дрона, Карна, Дурьодхана и Душасана. Абхиманью отличался необычайным мужеством и беззаветной преданностью своему отцу и своим дядьям. В ходе Битвы на Курукшетре Абхиманью убил таких воинов, как сына Дурьодханы и Брихадбалы Лакшмана, царя Кошалы из династии Икшваку.
На 13-й день битвы, Кауравы бросили вызов Пандавам, предложив им сломить военную формацию чакравьюху. Кришна и Арджуна знали как сделать это, и Пандавы приняли вызов. Однако, в этот день Кришна и Арджуна сражались на другом фронте. У Пандавов не осталось другого выхода, как использовать юного воина Абхиманью, который знал только как проникнуть в чакравьюху, но не знал как выйти из неё. Абхиманью объяснил это Юдхиштхире, но царь Пандавов настаивал на участии юного героя в прорыве рядов Кауравов, обещая, что войско Пандавов поможет Абхиманью вернуться из опасного рейда.
Используя свои знания, Абхиманью смог успешно проникнуть в чакравьюху. Пандавы и их соратники попытались последовать за ним, но были остановлены Джаядратхой, обладавшим благословением от Шивы, позволявшим ему удерживать всех Пандавов кроме Арджуны в течение одного дня. Таким образом, Абхиманью, по приказу своего дяди, оказался в одиночку перед всей армией Кауравов. Здесь можно усмотреть характерный для династических сказаний конфликт коронованного дяди с могучим племянником, который может представлять угрозу власти монарха. Этот сюжет может присутствовать в форме открытой вражды (король Артур/Мордред, король Марк/Тристан) или, как в случае Абхиманью, в скрытом виде: Карл Великий оставляет своего племянника Роланда в небольшом арьергардном отряде, где тот гибнет в неравной битве с огромной армией мавров («Песнь о Роланде»). Абхиманью приказал своему колесничему направить колесницу к Дроне. Колесничий, опасаясь за судьбу Абхиманью, призвал его подумать дважды, сказав, что Абхиманью, выросший в роскоши и комфорте дворца, был не ровня могучему Дроне. Рассмеявшись в ответ, Абхиманью заявил, что готов сразиться с Индрой и даже с самим Шивой, которого почитает весь мир, и что вся армия Кауравов не могла сравниться с ним по силе. В последовавшей затем битве, Абхиманью уничтожил множество как простых воинов, так и великих героев, ударами палицы повергая лошадей и огромных слонов. Карна получил ранение и бежал от него, Душасана потерял сознание и был унесён с поля битвы. Когда в поединке с Абхиманью погиб сын Дурьодханы Лакшмана, разъярённый Дурьодхана послал против Абхиманью всю армию Кауравов. После того, как все попытки Карны пронзить доспехи Абхиманью не увенчались успехом, Карна рассёк лук Абхиманью своими стрелами, Дрона отсёк рукоять его меча, а Карна стрелами разбил его щит. Лишившись всего оружия, колесницы и коней, Абхиманью продолжал сражаться колесом. Когда колесо также было иссечено оружием противников, сын Духшасаны убил Абхиманью ударом палицы по макушке. Говорится, что после смерти Абхиманью воюющие стороны перестали следовать правилам войны, что привело к смерти всех Кауравов.